# Csopak
Csopak – wieś w komitacie Veszprém na Węgrzech nad Balatonem.
Słynie ze swoich winnic i win (region winiarski: Balatonfüred – Csopak). Siedziba dyrekcji Parku Narodowego Wzgórz Balatońskich (Balaton-felvidéki Nemzeti Park).

## Współpraca międzynarodowa
Miasta partnerskie:
- Myślenice, Polska[4]